# Флаг Смоленского сельского поселения
Флаг муниципального образования Смоле́нское сельское поселение Северского района Краснодарского края Российской Федерации — опознавательно-правовой знак, служащий официальным символом муниципального образования.
Флаг утверждён 28 января 2011 года и 29 марта 2011 года внесён в Государственный геральдический регистр Российской Федерации с присвоением регистрационного номера 6801.

## Описание
«Прямоугольное малиновое полотнище с отношением ширины к длине 2:3, воспроизводящее композицию герба поселения в белом, чёрном голубом и жёлтом цвете».
Геральдическое описание герба гласит: «В пурпурном поле вверху — чёрная, украшенная серебром, пушка, на которой стоящая золотая райская птица; внизу — серебряный мурованный пояс, вверху стеннозубчатый, внизу же волнистый и имеющий кайму, просечённую лазурью и немурованным серебром».

## Обоснование символики
Флаг языком символов и аллегорий отражает исторические, культурные, социально-экономические, национальные и иные местные традиции.
Центр сельского поселения — станица Смоленская основана казаками-переселенцами в 1864 году на берегу реки Афипс. Своё название станица получила по Смоленскому полку, участвовавшему в Кавказской войне и квартировавшему здесь.
Изображённая на флаге пушка с райской птицей символизируют не только роль военных в основании населённых пунктов муниципального образования, но и перекликаясь со смоленским гербом указывают на историю возникновения названия сельского поселения.
Изображение крепостной стены с волнистым краем и голубой каймой символизирует первоначально проходившую границу и линию обороны по берегу реки Афипс.
Малиновый цвет полотнища символизирует ключевую роль казачества в освоении и обустройстве здешних территорий.
Малиновый цвет — определяющий цвет запорожского, черноморского, а затем и кубанского казачества, в том числе казаков, переселившихся из казачьих станиц и основавших станицу Смоленскую. Малиновый цвет (пурпур) — цвет достоинства, славы, почёта и величия.
Чёрный цвет — символ плодородия, мудрости, благоразумия, вечности бытия.
Жёлтый цвет (золото) — символ урожая, богатства, стабильности, уважения; цвет спелых нив.
Белый цвет (серебро) — символ чистоты, совершенства, мира и взаимопонимания.